# Ouarégou
Ouarégou är en ort i Burkina Faso.   Den ligger i regionen Centre-Est, i den centrala delen av landet, 110 km sydost om huvudstaden Ouagadougou. Ouarégou ligger 256 meter över havet och antalet invånare är 9 090.
Terrängen runt Ouarégou är platt, och sluttar västerut. Närmaste större samhälle är Garango, 16,2 km öster om Ouarégou.
Omgivningarna runt Ouarégou är en mosaik av jordbruksmark och naturlig växtlighet. Runt Ouarégou är det ganska tätbefolkat, med 96 invånare per kvadratkilometer.